# アメリカササゴイ
アメリカササゴイ（学名：Butorides virescens）は、コウノトリ目サギ科に分類される鳥類の一種。
ササゴイの近縁種。

## 分布
- 新北区、新熱帯区等に生息する。